# Adrian Haydon
Adrian Haydon (* 1911; † 12. September 1973) war ein englischer Tischtennisspieler, der an den insgesamt 17 Weltmeisterschaften teilnahm und dabei eine Gold-, vier Silber- und acht Bronzemedaillen gewann.

## Werdegang
Neben Tischtennis spielte der Linkshänder Adrian Haydon noch Cricket und Tennis. Von 1928 bis 1953 nahm er an 17 Tischtennisweltmeisterschaften teil, wo er insgesamt 15 Medaillen gewann:
- Gold: 1953 mit der Mannschaft
- Silber: 1931, 1952 mit der Mannschaft, 1935 im Doppel mit Alfred Liebster (Österreich), 1948 im Doppel mit Ferenc Soós (Ungarn)
- Bronze: 1928, 1929, 1933 mit der Mannschaft, 1929, 1933 im Einzel, 1947, 1952, 1953 im Doppel jeweils mit Victor Barna (Ungarn)

41 Jahre lang war Haydon in einer Birminghamer Liga aktiv und verlor dort lediglich zwei Spiele.
Daneben übernahm er noch Funktionärstätigkeiten. So war er 15 Jahre lang Präsident (chairman) des Birminghamer Tischtennisverbandes und ebenfalls 15 Jahre lang Präsident des Bezirks Warwickshire.

## Privat
Adrian Haydon's Vater Arthur E. Haydon (* ca. 1882; † 1953) wirkte als Tischtennisfunktionär im Bezirk Birmingham, er war Mitbegründer und Vizepräsident des seit 1922 bestehenden Birminghamer Tischtennisverbandes. Seine Schwester Marjorie war auch eine englische Tischtennis-Nationalspielerin, ebenso wie seine Ehefrau Doris Jordan, die er 1938 heiratete. Und auch die Tochter Ann vertrat England bei fünf Weltmeisterschaften.

## Turnierergebnisse
| Verband | Veranstaltung     | Jahr | Ort       | Land | Einzel        | Doppel        | Mixed         | Team |
| ------- | ----------------- | ---- | --------- | ---- | ------------- | ------------- | ------------- | ---- |
| ENG     | Weltmeisterschaft | 1953 | Bukarest  | ROU  | letzte 32     | Halbfinale    | keine Teiln.  | 1    |
| ENG     | Weltmeisterschaft | 1952 | Bombay    | IND  | letzte 32     | Halbfinale    | keine Teiln.  | 2    |
| ENG     | Weltmeisterschaft | 1951 | Wien      | AUT  | letzte 64     | letzte 16     | keine Teiln.  |      |
| ENG     | Weltmeisterschaft | 1950 | Budapest  | HUN  | letzte 64     | letzte 32     | keine Teiln.  |      |
| ENG     | Weltmeisterschaft | 1949 | Stockholm | SWE  | letzte 128    | letzte 32     | keine Teiln.  |      |
| ENG     | Weltmeisterschaft | 1948 | Wembley   | ENG  | Scratched     | Silber        | keine Teiln.  |      |
| ENG     | Weltmeisterschaft | 1947 | Paris     | FRA  | letzte 64     | Halbfinale    | letzte 16     |      |
| ENG     | Weltmeisterschaft | 1938 | Wembley   | ENG  | letzte 64     | letzte 64     | letzte 32     |      |
| ENG     | Weltmeisterschaft | 1937 | Baden     | AUT  | letzte 32     | letzte 16     | letzte 16     | 7    |
| ENG     | Weltmeisterschaft | 1936 | Prag      | TCH  | Viertelfinale | letzte 64     | letzte 16     | 8    |
| ENG     | Weltmeisterschaft | 1935 | Wembley   | ENG  | letzte 32     | Silber        | Halbfinale    | 5    |
| ENG     | Weltmeisterschaft | 1934 | Paris     | FRA  | letzte 128    | keine Teiln.  | keine Teiln.  |      |
| ENG     | Weltmeisterschaft | 1933 | Baden     | AUT  | Halbfinale    | Viertelfinale | keine Teiln.  | 3    |
| ENG     | Weltmeisterschaft | 1932 | Prag      | TCH  | letzte 32     | letzte 16     | keine Teiln.  | 7    |
| ENG     | Weltmeisterschaft | 1931 | Budapest  | HUN  | Qual          | Qual          | Viertelfinale | 2    |
| ENG     | Weltmeisterschaft | 1929 | Budapest  | HUN  | Halbfinale    | Viertelfinale | Viertelfinale | 3    |
| ENG     | Weltmeisterschaft | 1928 | Stockholm | SWE  | Viertelfinale | letzte 16     | keine Teiln.  | 3    |